# Baihakki Khaizan
Baihakki Khaizan, né le 31 janvier 1984 à Singapour, est un footballeur international singapourien. Il évolue au poste de défenseur.

## Biographie

### Carrière en équipe nationale
Baihakki Khaizan joue son premier match en équipe nationale le 4 août 2003 lors d'un match amical contre Hong Kong (victoire 4-1). Le 15 décembre 2004, il marque son premier but en sélection lors d'un match de la Coupe du Tigre 2004 contre le Cambodge (victoire 3-0). 
Le 6 septembre 2013, il honore sa 100e sélection lors d'un match amical face à la Chine (défaite 6-1). 
Au total, il compte 130 sélections officielles et 5 buts en équipe de Singapour depuis 2003.

## Palmarès

### En club
- Avec les LionsXII :
  - Champion de Malaisie en 2013

### En sélection nationale
- Vainqueur du Championnat d'Asie du Sud-Est en 2004, 2007 et 2012

### Distinctions personnelles
- Meilleur espoir du Championnat de Singapour en 2003
- Meilleur défenseur du Championnat de Malaisie en 2013

## Statistiques

### Buts en sélection
Le tableau suivant liste les résultats de tous les buts inscrits par Baihakki Khaizan avec l'équipe de Singapour.